# Na-K-2Cl-Cotransporter
Der Na-K-2Cl-Cotransporter ist ein Protein, welches der Resorption von Natrium, Kalium und Chlorid durch sekundär aktiven Stofftransport dient. Er ist ein elektroneutrales Transportprotein, da zusammen mit zwei positiven Ionen auch zwei negativ geladene Ionen in die Zelle gelangen. 

## Eigenschaften
Es gibt zwei Unterformen, NKCC1 und NKCC2:
- NKCC1 kann in allen Körperzellen vorkommen, vor allem aber in Ausführungsgängen von Drüsen; im Gehirn aber nur während der Embryogenese.[1] Dort wechselt die Wirkung der neuronalen Reaktion auf γ-Aminobuttersäure (GABA) und Glycin von aktivierend zu inhibierend.[2] Diese Isoform ist auch beteiligt an der Endolymphproduktion der Stria vascularis im Innenohr. NKCC1 sitzt basolateral.

- NKCC2 hingegen ist auf die Niere beschränkt. Es dient im aufsteigenden Teil der Henle-Schleife dazu, das Natrium rückzuresorbieren und den Harn zu konzentrieren. Das hierbei aufgenommene Kalium kann über den ROMK1-Kanal wieder ins Lumen zurückgelangen. Das Chlorid verlässt genauso wie das Natrium die Zelle basolateral. Im dicken aufsteigenden Teil der Henle-Schleife wird Kochsalz rückresorbiert, ohne dass Wasser nachfolgen kann, da dieser Teil der Schleife wasserundurchlässig ist. Dies führt nun dazu, dass mehr Wasser aus dem dünnen absteigenden Teil der Henle-Schleife ins Interstitium gelangt und der Harn somit konzentriert wird. NKCC2 sitzt apikal (zum Lumen hin).

## Pathophysiologie
Bei einem Defekt des NKCC2 in der Henle-Schleife kommt es zum sogenannten Bartter-Syndrom, der durch Hypotension gekennzeichnet ist.

## Medikamentöse Blockade
Ein Hemmer dieses Transporters ist das Furosemid, ein Schleifendiuretikum.
Durch die Blockade dieses Transporters gelangen die Ionen nicht mehr in das Interstitium, sodass passiv auch keine Harnkonzentrierung stattfindet. Dies führt zu einer erhöhten Wasserausscheidung. Dieser Mechanismus wird unter anderem zur Ödemausschwemmung bei einer Herzinsuffizienz oder auch zur Blutdrucksenkung gebraucht. Nebenwirkung kann ein reversibler Hörverlust über 30–50 dB sein. 